# 藤里町

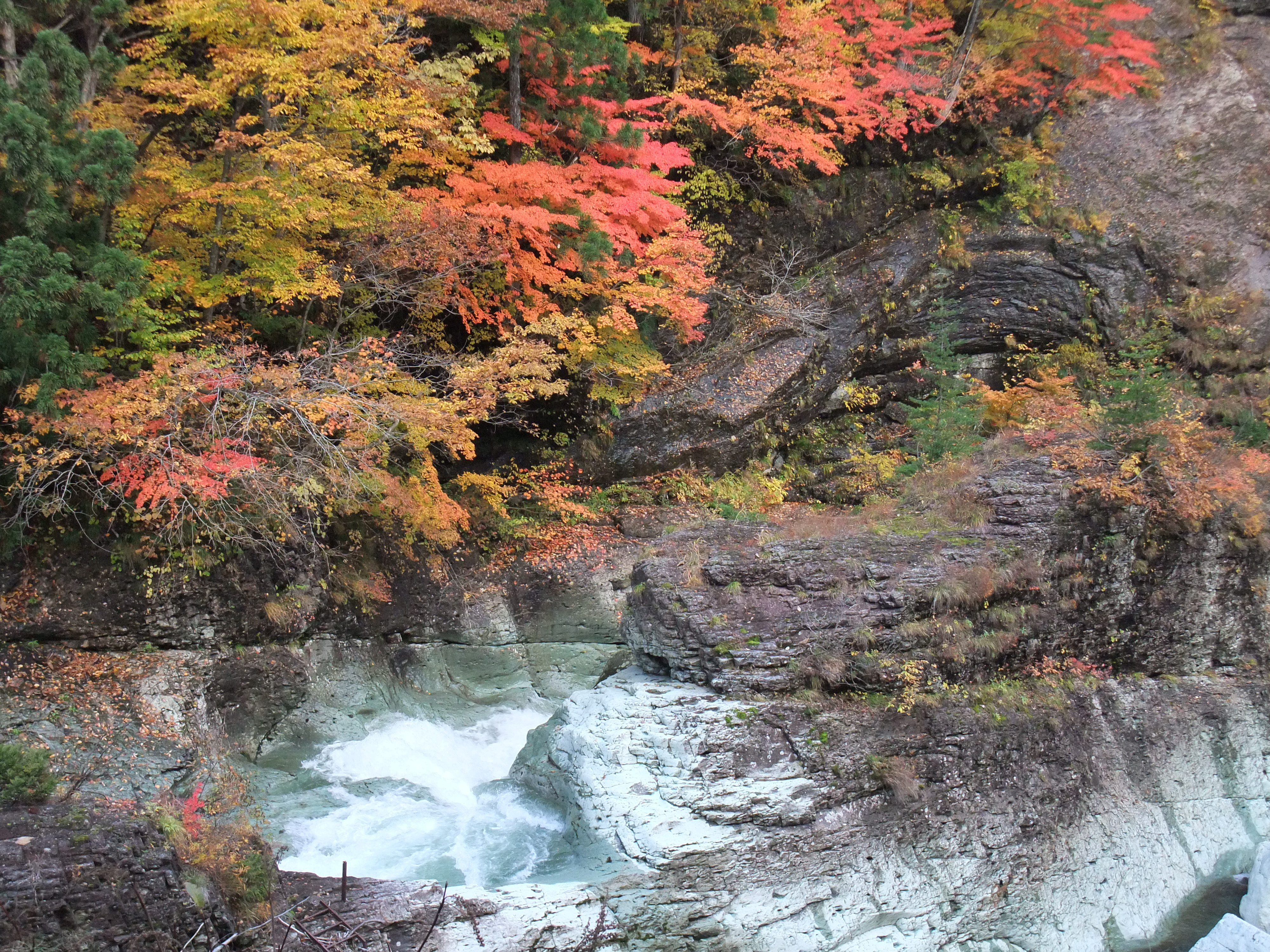
太良峡

藤里町（ふじさとまち）は秋田県の北端に位置する町。

## 地理
白神山地の南側に位置し、町の北西部県境にある白神山地は世界遺産に登録され、登録区域の約4分の1（秋田県側のすべて）が藤里町の町域内にある。米代川水系の粕毛川と藤琴川が合流する地点に町があるが、鉄道路線や国道、主要地方道などはない。
- 山：白神山地 - 駒ヶ岳、二ツ森、高山 (藤里町)
- 河川：藤琴川、粕毛川
- 湖沼：素波里湖（素波里ダム）

### 隣接している自治体
- 秋田県
  - 能代市
  - 大館市
  - 北秋田市
  - 山本郡：八峰町
- 青森県
  - 西津軽郡：鰺ヶ沢町
  - 中津軽郡：西目屋村

隣接している自治体のうち、能代市・西目屋村以外は、交通手段が存在しないまたは整備されていない自治体である。

### 人口
| |                                        |  |
| 藤里町と全国の年齢別人口分布（2005年） | 藤里町の年齢・男女別人口分布（2005年） |  |
| ■紫色 ― 藤里町 ■緑色 ― 日本全国 | ■青色 ― 男性 ■赤色 ― 女性              |  |
| 藤里町（に相当する地域）の人口の推移 \| 1970年（昭和45年） \| 6,769人 \| \| \| 1975年（昭和50年） \| 6,179人 \| \| \| 1980年（昭和55年） \| 5,837人 \| \| \| 1985年（昭和60年） \| 5,616人 \| \| \| 1990年（平成2年） \| 5,291人 \| \| \| 1995年（平成7年） \| 5,024人 \| \| \| 2000年（平成12年） \| 4,708人 \| \| \| 2005年（平成17年） \| 4,348人 \| \| \| 2010年（平成22年） \| 3,848人 \| \| \| 2015年（平成27年） \| 3,359人 \| \| \| 2020年（令和2年） \| 2,896人 \| \| |                                        |  |
| 総務省統計局 国勢調査より |                                        |  |
| 1970年（昭和45年） | 6,769人                                |  |
| 1975年（昭和50年） | 6,179人                                |  |
| 1980年（昭和55年） | 5,837人                                |  |
| 1985年（昭和60年） | 5,616人                                |  |
| 1990年（平成2年） | 5,291人                                |  |
| 1995年（平成7年） | 5,024人                                |  |
| 2000年（平成12年） | 4,708人                                |  |
| 2005年（平成17年） | 4,348人                                |  |
| 2010年（平成22年） | 3,848人                                |  |
| 2015年（平成27年） | 3,359人                                |  |
| 2020年（令和2年） | 2,896人                                |  |

## 行政

### 町長
- 佐々木文明 - 2011年8月就任[1][2]。2期目[3]。

### 町議会
- 定数10[4]。

## 歴史
- 1955年（昭和30年）3月31日 - 藤琴村と粕毛村が合併、 藤里村が成立した。町名の由来は藤琴村の「藤」と、粕毛村の景勝地であった素波里の「里」を合わせたものである。
- 1963年（昭和38年）11月1日 - 町制施行。同時に町章を制定する。

## 産業

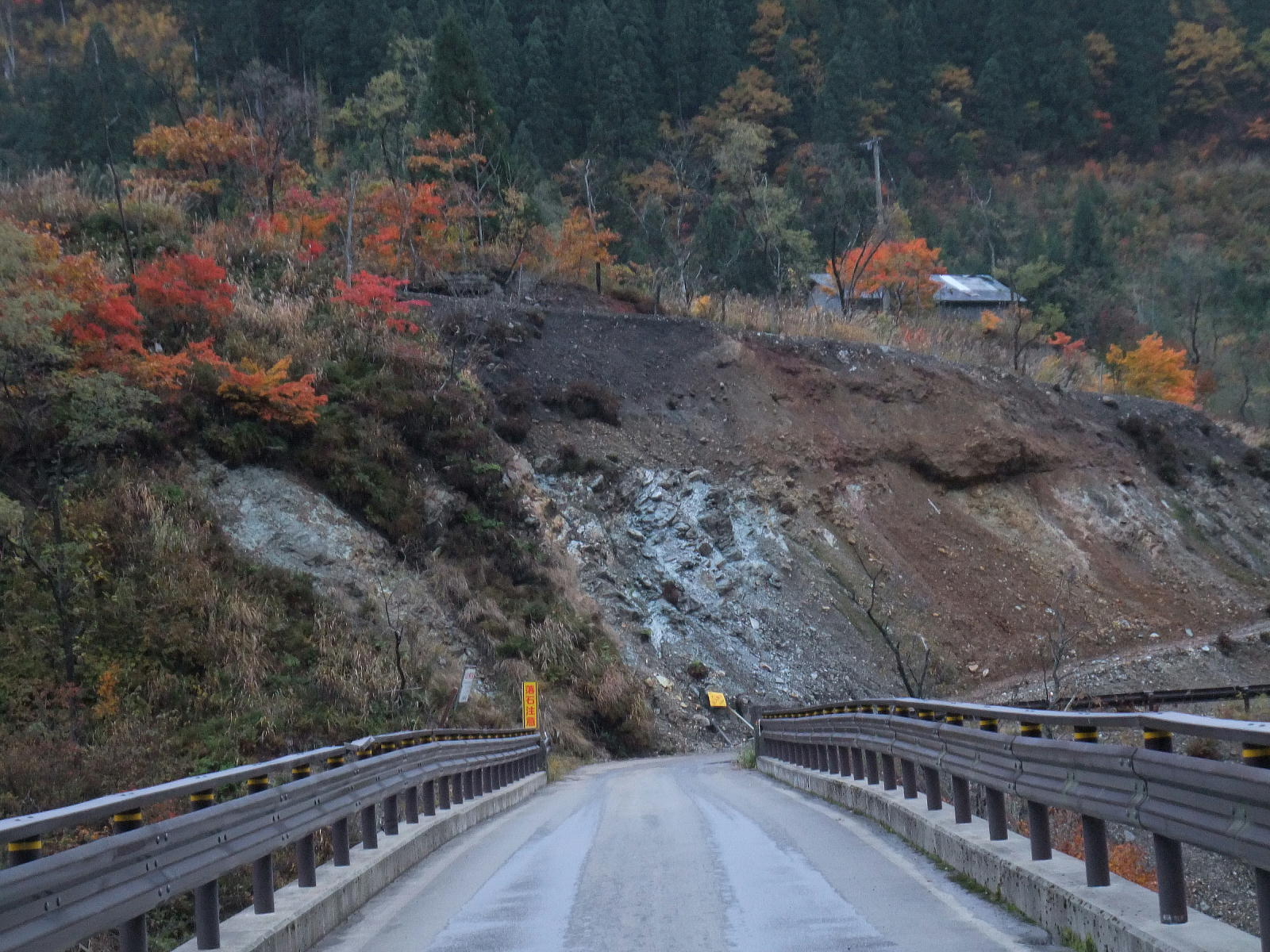
太良鉱山跡地

## 公共機関等

### 国の機関
林野庁 東北森林管理局
- 藤里森林生態系保全センター

### 町の機関
- 藤里町役場

### 警察
秋田県警察 能代警察署
- 藤里駐在所

### 消防
能代山本広域市町村圏組合消防本部
- 二ツ井消防署 藤里分署

### 郵便局
- 藤琴郵便局

当町の集配業務は、能代市の二ツ井郵便局が担当する。

## 教育
- 保育園 - 藤里保育園
- 幼稚園 - 藤里幼稚園
- 義務教育学校 - 藤里町立義務教育学校藤里学園

## 交通
町には鉄道は通っていない。また、道路も国道を含め主要地方道は存在せず、一般県道だけが通り、県庁所在地など長距離の移動には能代市二ツ井町を経由する。

### 道路
- 都道府県道
  - 秋田県道200号矢坂糠沢線
  - 秋田県道317号西目屋二ツ井線
  - 秋田県道322号きみまち阪公園素波里湖線

### 路線バス
- 秋北バス - 能代市二ツ井町との間に路線がある。
  - 二ツ井駅 - 二ツ井操車場 - 粕毛 - 藤琴大町

## 名所・旧跡・観光スポット

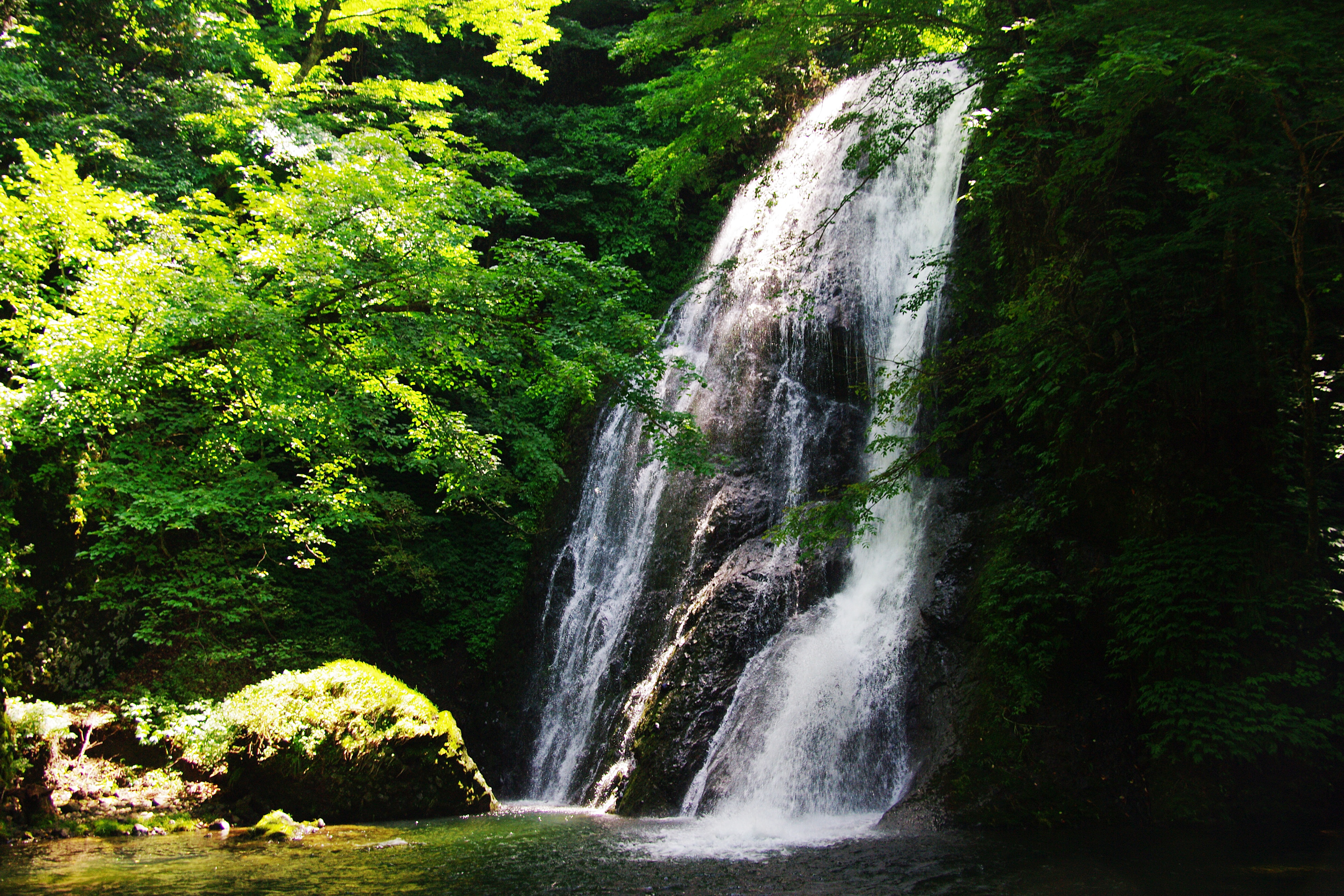
峨瓏の滝（2009年8月）

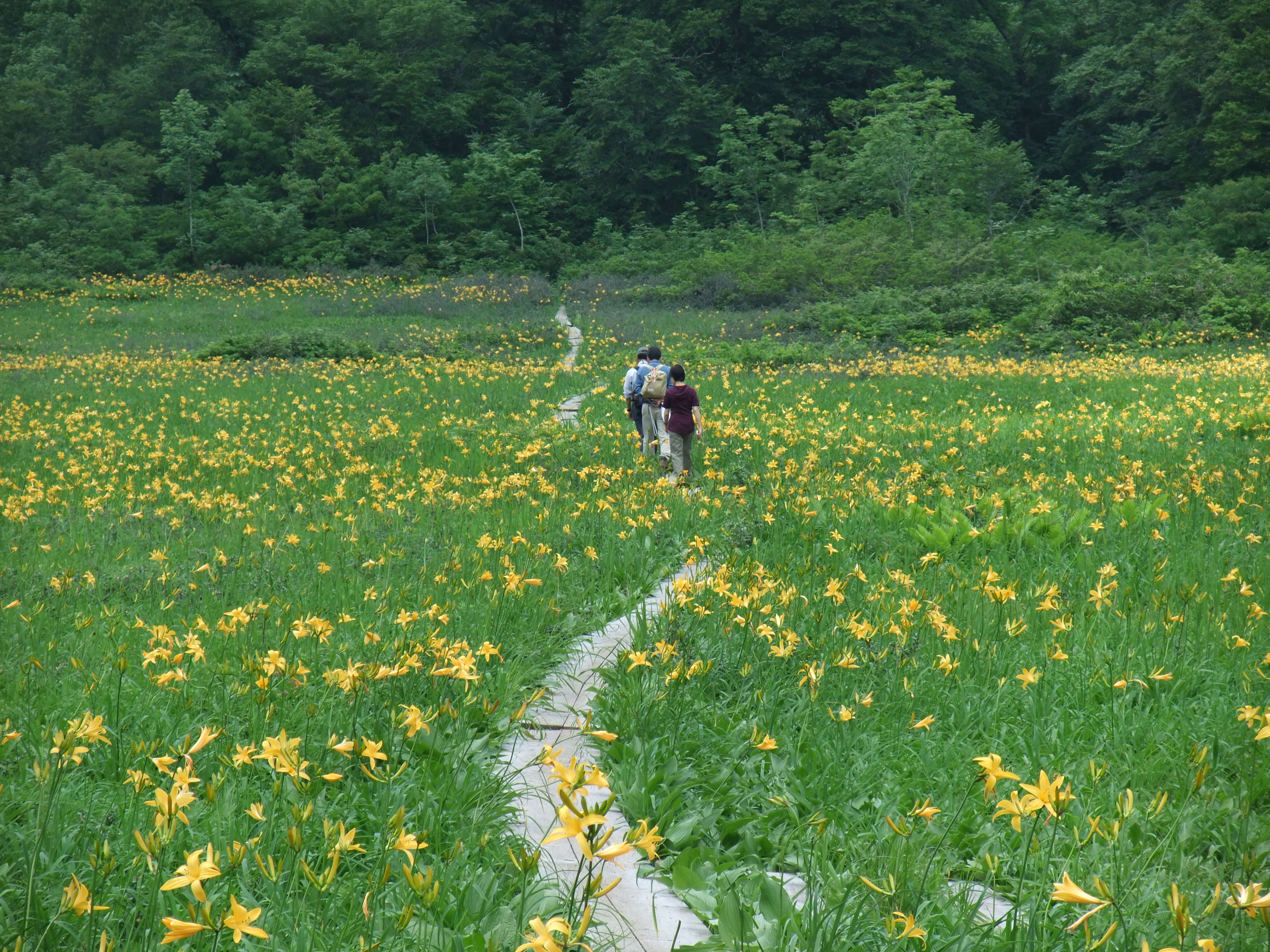
ニッコウキスゲが咲く田苗代湿原

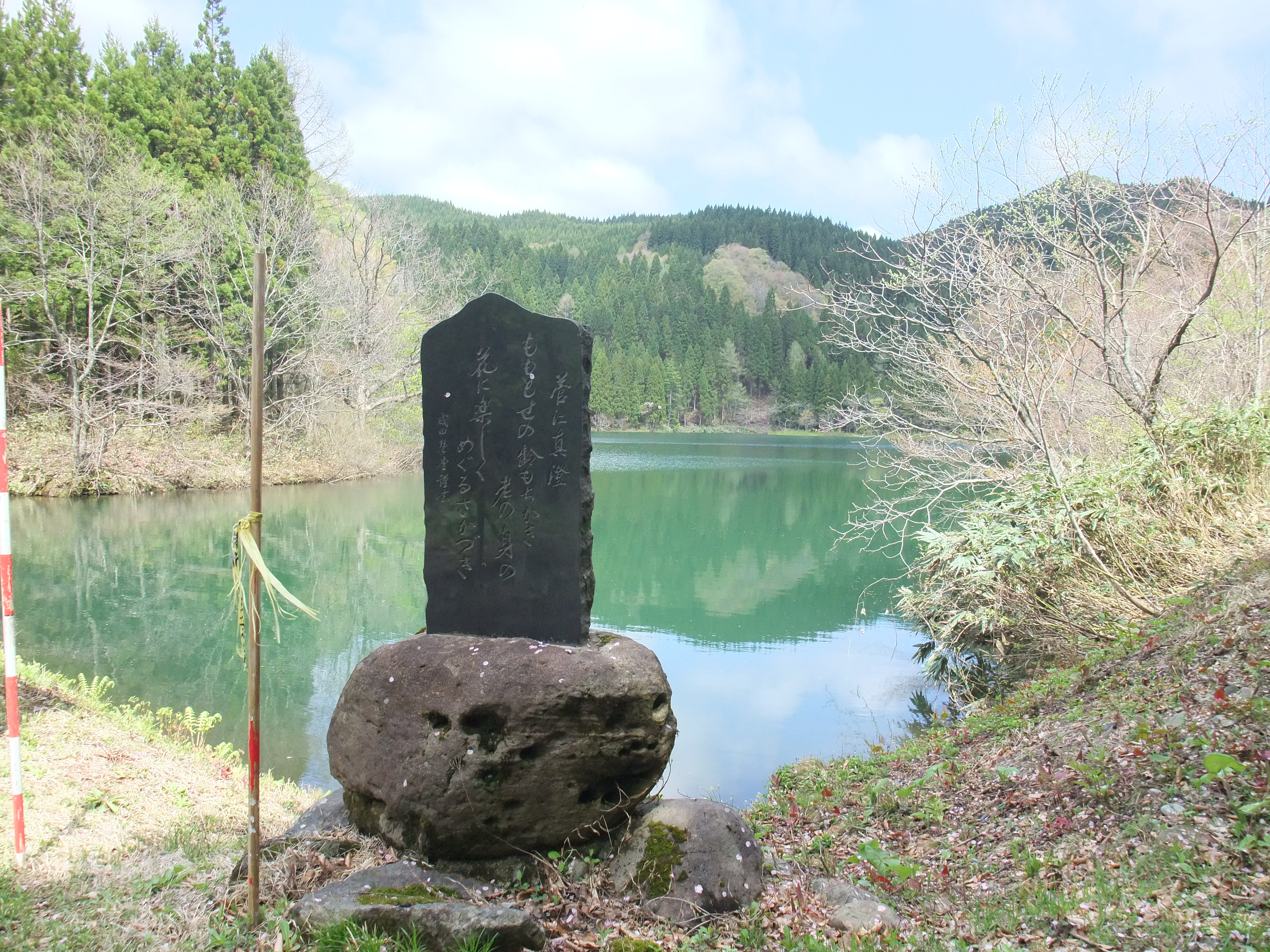
水無沼と菅江真澄の碑

- 藤里峡
  - 太良峡
  - 峨瓏峡
  - 素波里峡
- 銚子の滝
- 白神山地
  - 白神山地世界遺産センター藤里館
  - 田苗代湿原
- 素波里神社
- 藤里町営スキー場
- 国設くるみ台野営場

## 出身人物
- 能代潟錦作 - 大相撲力士（大関）
- 中村時寿[5] - 歌舞伎役者
- 川村文子[6] - 旧名 武田フミコ、教育者、学校法人川村学園の創設者、夫は川村竹治
- 野添憲治 - ノンフィクション作家
- 加藤廣志 - バスケットボール指導者
- 簾内敬司 - 作家
- 市川善光 - ミュージシャン（とんぼちゃん）